# Tudhaliya III
Tudhaliya III  fue un rey hitita del siglo XIV a. C., hijo de Arnuwanda I.

## Biografía
Durante su reinado se produjo una grave crisis en las fronteras que puso al Estado al borde del colapso. Los kaskas destruyeron Hattusa; Arzawa invadió por el oeste; y Azzi-Hayasa lo hizo por el nordeste. Sin embargo, el rey hitita pudo rechazar a los invasores contratacando desde Samuha.